# Gino Colorio
Gino Colorio (Calliano, 20 novembre 1890 – Rovereto, 21 marzo 1965) è stato un ingegnere italiano.

## Biografia
Nacque il 20 novembre 1890 a Calliano, ma si trasferì sin da piccolo a Rovereto, dove crebbe e si diplomò alla Scuola Reale Elisabettina a 18 anni con il massimo dei voti. Stesso risultato ottenne nel 1913, al termine degli studi di ingegneria civile al Politecnico di Vienna, dove cominciò anche a lavorare prima di ritornare in Italia per dedicarsi ad un periodo di attività nel ruolo di collaudatore di aerei per l'amico Gianni Caproni e presso l'Ing. Ducati di Bologna, per il quale seguì grandi opere idrauliche in Abruzzo. Al termine della Prima guerra ebbe il ruolo di direttore dell''impresa Zontini di Riva del Garda e nel 1920 fu nominato dal Commissario del Governo quale capo dell’Opera di rifabbrica del basso Trentino, devastato dal recente conflitto. Fra i suoi interventi si annoverano la ricostruzione dell’Hotel du Lac a Riva, il quartiere e la chiesa di Santa Maria a Rovereto e il paese di Marco, per cui progettò anche un sistema di irrigazione. Il Comune di Marco lo nominò cittadino onorario.
Nella sua attività di ingegnere ha realizzato le strade di Cei, di Brentonico e della Val di Gresta; a Rovereto la casa ex Gil, gli stabilimenti Pirelli e Xilos, il cinema di piazza Rosmini. Fu anche autore di numerosi trattati scientifici e originali adottati da istituzioni e amministrazioni, tradotti in diverse lingue e ristampati più volte. Dal 1930 al 1959 si dedicò all'insegnamento, dopo essersi classificato al primo posto nel concorso nazionale per la cattedra di Topografia e Costruzioni presso gli istituti tecnici. Una volta lasciata la cattedra, gli fu chiesto di avviare l’istituto professionale Veronesi di Rovereto, del quale fu direttore per tre anni.
La moglie Anita Zaniboni, dalla quale ebbe due figli, era sorella del generale Ugo Zaniboni Ferino. Era inoltre primo cugino del pittore Bruno Colorio.
Morì nel 1965 mentre stava completando un testo scientifico sull’applicazione del «metodo del Cross» per la risoluzione dei telai multipiani per la rotazione dei nodi. Fu Socio dell’Accademia Roveretana degli Agiati, Commendatore della Repubblica e medaglia d’oro dell’Ordine degli ingegneri della Provincia di Trento e per tali meriti nel 2019 gli è stato intitolato il Parco del Brione a Rovereto. 